# Městská památková zóna Vinohrady, Žižkov, Vršovice

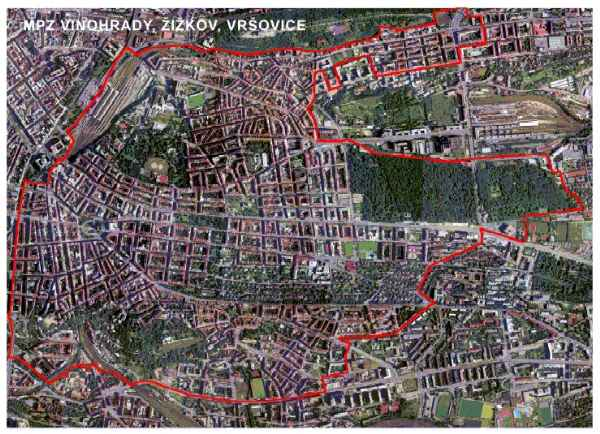
Mapa městské památkové zóny Vinohrady Žižkov Vršovice

Městská památková zóna Vinohrady, Žižkov, Vršovice v Praze zahrnuje převážnou část Vinohrad, okrajovou část Nového Města a starší, západní části Žižkova a Vršovic. Zasahuje území městských částí Praha 2, Praha 3 a Praha 10. Byla ustanovena vyhláškou hl. m. Prahy ze dne 28. září 1993.

## Vymezení

### Vinohrady
Do zóny patří téměř celé Vinohrady. Zahrnuta není nejvýchodnější část (hranici tvoří autobusová trasa mezi zastávkami Bělocerkevská a Želivského, tj. ulice Benešovská, U zdravotního ústavu, Soběslavská, Votická), takže do zóny nespadá areál vinohradské nemocnice, hřbitovů a krematoria v Praze 10 ani oblast Soběslavské a Květné ulice a Hollarova náměstí. 
Na západní straně je hranice zóny podle plánku z vyhlášky zarovnaná podle severojižní magistrály, resp. Nuselského mostu a Sokolské a Mezibranské ulice, tj. do památkové zóny nespadá západní část parku Folimanka. Národní muzeum, Čelakovského sady a část Vinohrad spadající do městské části Praha 1 (Federální shromáždění a Státní opera) nejsou součástí památkové zóny, ale Pražské památkové rezervace. Hlavní nádraží je mezi tato dvě památková území rozděleno přibližně podle hranice Nového Města a Vinohrad. 

### Nové Město
Do zóny spadá pás Nového Města mezi Sokolskou a Legerovou ulicí a bloky východně od Legerovy ulice, z nichž některé katastrálně patří také k Novému Městu. Za Sokolskou ulicí již na památkovou zónu navazuje Pražská památková rezervace. 

### Žižkov
Zahrnuje celou západní část Žižkova, bez Vrchu sv. Kříže a vrchu Vítkova. 
Mezi Seifertovou a Husitskou ulicí do ní spadají ulice Příběnická, Řehořova, Orebitská, Husinecká, Krásova, Blahníkova, Kostnické náměstí, Jeronýmova, Štítného, Dalimilova, Cimburkova, Milíčova, Chlumova, Lipanská, Lupáčova, Rokycanova, Prokopova (od Husitské po Rokycanovu), Havlíčkovo náměstí, Prokopovo náměstí, severně od Husitské ulice pás zástavby až k cyklostezce, včetně ulic U božích bojovníků a Pod Vítkovem.
Výběžek zóny v údolí podél Hartigovy a Roháčovy ulice dosahuje až k okolí křižovatky Ohrada (včetně bloku mezi ulicemi Jana Želivského, Biskupcova, Rečkova a Hartigova a bloku v ulici Na Ohradě), na jihu je ohraničen Jeseniovou ulicí (nejsou zahrnuty bloky novostaveb mezi ulicemi Roháčova, Blahoslavova, Jeseniova a Ostromečská a mezi ulicemi Roháčova, Rokycanova, Jeseniova a Českobratrská, je však zahrnuto Komenského náměstí i s komplexem základní školy mezi ulicemi Českobratrské, Jeseniova a Blahoslavova), zahrnuje ulice Lukášova, Ostromečská, Černínova, Tovačovského, Žerotínova, náměstí Barikád, Koldínova, Domažlická, Hájkova, Zelenky Hajského a západní část Biskupcovy ulice, na severní straně je ohraničena vítkovskou cyklostezkou (zahrnuje Tachovské náměstí) a Kališnickou ulicí. 
Jižně od Seifertovy ulice navazuje žižkovská část zóny na vinohradskou, tedy dosahuje k hranici probíhající po ulicích Seifertova, Italská, Vozová, Slavíkova a Ondříčkova, Bořivojova, Lucemburská, Radhošťská a Vinohradská. Do zóny spadá náměstí W. Churchilla a ulice U Rajské zahrady, Siwiecova, Krásova, Přibyslavská, Víta Nejedlého, Čajkovského, Lipanská, Sladkovského náměstí, Vlkova, Bořivojova, Ježkova, Chvalova, Kubelíkova, Táboritská (mimo areál hotelu Olšanka), Ševčíkova, Křížkovského, Zvonařova, Pospíšilova, Škroupovo náměstí, Blodkova, Mahlerovy sady se starým židovským olšanským hřbitovem a s televizním vysílačem, Žižkovo náměstí a bloky jižně od něj až k Lucemburské ulici, Baranova, Sudoměřská, Jičínská, Křišťanova a východní části Lucemburské a Přemyslovské. 
Do zóny spadají Olšanské hřbitovy i Židovské hřbitovy, jižně a východně od židovských hřbitovů hranice zóny kopíruje hranici Žižkova s Vinohrady a Strašnicemi (do zóny spadá i hotel Don Giovanni a bývalá židovská nemocnice). Nákladové nádraží Žižkov a zástavba v okolí Olšanské ulice do zóny zahrnuty nejsou.

### Vršovice
Z Vršovic je součástí památkové zóny jejich severozápadní část. Jižní hranici mezi hranicí Nuslí u Otakarovy ulice a křižovatkou u Koh-i-nooru tvoří Vršovická ulice. Východní hranice prochází ulicemi Moskevská, Kavkazská, Moldavská, Kodaňská, 28. pluku, Konopišťská.

## Poslání zóny
Posláním památkové zóny je zachovat a nadále chránit kulturně-historické a urbanisticko-architektonické hodnoty vybraných částí území města.
Podle citované vyhlášky je předmětem ochrany v památkových zónách: 
- historický půdorys a jemu odpovídající prostorová a hmotná skladba,
- urbanistická struktura, uliční interiéry spolu s povrchy komunikací (zejména mozaiková dlažba chodníků, historická komunikační dlažba), charakter objektů a pozemků, architektura objektů a jejich exteriéry, veřejné interiéry včetně řemeslných a uměleckořemeslných prvků,
- historické podzemní prostory (zejména historické sklepy s klenbami, štoly apod.),
- panorama památkových zón s hlavními dominantami v blízkých a dálkových pohledech,
- historické zahrady a parky, doplňkové parkové-zahradní plochy a prvky, tvořící nedílnou součást krajinného celku, nebo historického prostředí.

## Památky v MPZ
Na území zóny se nachází několik desítek kulturních památek. Mj. je zde dvojdům bratří Čapků, Rangherka, Kostel Nejsvětějšího Srdce Páně nebo budova Českého rozhlasu na Vinohradské třídě.
- Seznam kulturních památek na Vinohradech
- Seznam kulturních památek na Žižkově
- Seznam kulturních památek ve Vršovicích